# Chernelházadamonya, Vas
Chernelházadamonya  este un sat în districtul Sárvár, județul Vas, Ungaria, având o populație de 201 locuitori (2011). 

## Demografie
Componența etnică a satului Chernelházadamonya
     Maghiari (94,36%)
     Germani (3,08%)
     Romi (2,56%)
Componența confesională a satului Chernelházadamonya
     Romano-catolici (75,62%)
     Luterani (3,98%)
     Reformați (1,99%)
     Fără religie (1,49%)
     Necunoscută (16,92%)
Conform recensământului din 2011, satul Chernelházadamonya avea 201 locuitori. Din punct de vedere etnic, majoritatea locuitorilor (94,36%) erau maghiari, existând și minorități de germani (3,08%) și romi (2,56%).  Din punct de vedere confesional, majoritatea locuitorilor (75,62%) erau romano-catolici, existând și minorități de luterani (3,98%), reformați (1,99%) și persoane fără religie (1,49%). Pentru 16,92% din locuitori nu este cunoscută apartenența confesională.